# Jurajskie natarcie
Jurajskie Natarcie – festiwal muzyczny odbywający się między kwietniem a sierpniem na terenie Jury i w jej okolicach, m.in. w Częstochowie, Olsztynie, Myszkowie, Blachowni, Lublińcu, Ogrodzieńcu. 
Po raz pierwszy Jurajskie Natarcie odbyło się w latach 1999 i 2000 w Podlesicach. W 2006 roku postanowiono do tego wrócić, bo zapotrzebowanie na podobne przedsięwzięcia jest bardzo duże.
Inauguracja odbyła się 29 kwietnia 2006 roku w Olsztynie. Impreza trwała cztery dni. Jej elementem był przegląd zespołów Jurajskie Granie, w którym wystąpiły grupy zakwalifikowane przez profesjonalne jury. W jego skład wchodzą m.in. dziennikarze muzyczni Marek Sierocki i Roman Rogowiecki (szczegóły o przeglądzie: Jurajskie Natarcie). Każdego dnia w Olsztynie zagrał inny zespół: w piątek Queens, w sobotę Hurt, później Rock Girls, a 2 maja laureaci przeglądu oraz gwiazda - De Mono. Występom towarzyszyły dodatkowe atrakcje, a w finale profesjonaly pokaz fajerwerków.
Z występów powstaje płyta. Organizatorzy obiecują, że podczas całego cyklu imprez będą wspierać działalność Polskiego Stowarzyszenia na rzecz Osób z Upośledzeniem Umysłowym.